# Erotic in Nature
Pour plus de détails, voir Fiche technique et Distribution.
Erotic in Nature est un vidéofilm pornographique réalisé par Chris Cassidy sous le pseudonyme de Cristen Lee Rothermund en 1985. Il est considéré comme l'un des premiers films pornographiques conçus spécifiquement pour les lesbiennes.

## Fiche technique
- Titre : Erotic in Nature
- Réalisatrice : Chris Cassidy sous le pseudonyme de Cristen Lee Rothermund
- Langue : Anglais
- Pays :  États-Unis
- Format : Couleur
- Durée : 90 min
- Genre : Adulte
- Distributeur : Tigress Productions
- Lieu de tournage :
- Date de sortie : 1985

## Distribution
- Chris Cassidy
- Kit Marseilles

## Autour du film
Les spécialistes considèrent Erotic in Nature comme l'un des premiers films à être « réalisés par des lesbiennes et destinés à fournir un divertissement érotique pour des lesbiennes », avec des films produits la même année par Blush Productions. Il est vu comme l'une des premières tentatives à montrer une vraie sexualité lesbienne dans la pornographie, en opposition avec le courant dominant hétérosexuel.